# Beaudéan
Beaudéan település Franciaországban, Hautes-Pyrénées megyében. Lakosainak száma 392 fő (2022. január 1.). Beaudéan Asté, Bagnères-de-Bigorre és Campan községekkel határos.

## Népesség
A település népességének változása:
| Lakosok száma | 386  | 388  | 402  | 395  | 399  | 399  | 402  | 401  | 392  |
|               | 2013 | 2015 | 2016 | 2017 | 2018 | 2019 | 2020 | 2021 | 2022 |

## Híres emberek
- Dominique-Jean Larrey francia orvos, hadisebész, a sürgősségi sebészet megalapozója